# Bigreni vodopad
Bigreni potok je hidrološki spomenik prirode koji se nalazi na 7km od sela Kalna u pravcu Pirota, na teritoriji opštine Knjaževac. Lokacija Bigreni vodopad poznata je prema vodopadu pored samog puta Knjaževac - Pirot i predstavlja jedno od omiljenih odmarališta na teritoriji ove opštine. Vodopad Bigrenog potoka nastao je radom vode Bigrenog vrela koje je smešteno na oko 1,5km uzvodno od mesta gde se Bigreni potok, obrušavajući se preko najvećeg svog vodopada, uliva u Šugrinsku reku.

## Nastajanje Bigra
Bigar, siga ili sedra predstavlja hemijsku sedimentnu stenu. Glavni agens u formiranju bigra je voda. Voda sama po sebi hemijski je vrlo slabo aktivna, međutim u dodiru sa ugljen - dioksidom iz vazduha dolazi do formiranja vrlo nestabilnog jedinjenja, kalcijum - bikarbonata, koje se transportuje putem vode. Na mestu gde slabi energija vode dolazi do raspadanja prethodno navedenog jedinjenja iz njega se oslobađa voda i ugljen dioksid, a ostatak se taloži u vidu dalje nerastvorljivog bigra. Ova stena nastaje oko hladnih izvora. Ima šupljikavu teksturu, s obzirom na to da se vezuje oko listova ili grančica, nakon čijeg izumiranja ostaje šupljina.

## Lokacija Bigreni potok
Na Bigrenom potoku nalaze se tri vodopada. U nastavku gornja dva, formirana su mala bigrena jezera, pregrade, u kojima je voda tirkizno plave boje u letnjim mesecima. Tokom 2011. godine na ovoj lokaciji uređena je pešačka i biciklistička staza u dužini od oko 2500m. Osim što prati tok Bigrenog potoka, staza vodi pored manastira Svetog Onufrija iz XV veka.